# 4-(4-甲基-1-哌嗪基)苯胺
4-(4-甲基-1-哌嗪基)苯胺是一种有机化合物，化学式为C11H17N3。它可由1-甲基-4-(4-硝基苯基)哌嗪的还原反应制得，或由4-溴苯胺和N-甲基哌嗪在磷酸钾的存在下反应得到。它和氯乙酰氯反应，可以得到N-氯乙酰基-4-(4-甲基-1-哌嗪基)苯胺。